# 아순시온 증권거래소
아순시온 증권거래소(스페인어: Bolsa de Valores y Productos de Asunción)는 파라과이 아순시온에 소재한 증권거래소이다. 1977년 9월 28일에 설립되었다. 

## 같이 보기
- 파라과이의 경제